# Freuden des jungen Werthers

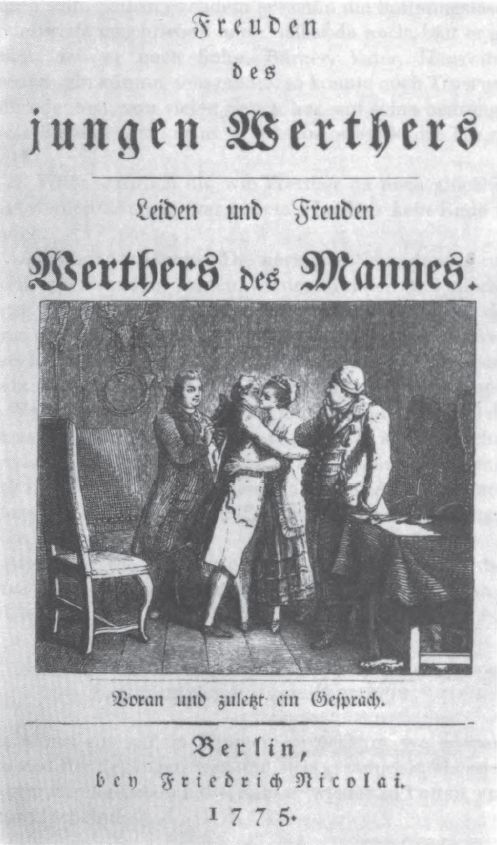
Titelseite der Erstausgabe, 1775

Freuden des jungen Werthers ist der Titel einer 1775 erschienenen Erzählung von Friedrich Nicolai und gehört zu den sogenannten Wertheriaden. Sie ist eine Parodie auf „Die Leiden des jungen Werthers“ von Johann Wolfgang von Goethe, die gegen die sich im Zuge von Goethes Erfolgsroman ausbreitende Schwärmerei für den Selbstmord, den später so genannten Werther-Effekt, gerichtet war.

## Inhalt
Die Erzählung beginnt mit einem Gespräch zwischen Martin, einem Mann von 42 Jahren, und Hanns, einem Jüngling von 21 Jahren. Hanns soll die Art von Leser darstellen, die im Werther eine Rechtfertigung des Selbstmords findet, während Martin das Geschehen anders beurteilt und darin den Selbstmord nicht gerechtfertigt sieht: „Schau, Hanns, dazu hat, wenn ich’s recht sehe, der Autor die ‹Leiden des jungen Werthers› nicht geschrieben, dir und deinesgleichen nicht.“ Hanns ist aber trotzdem der Meinung, Werther könne nicht anders handeln. Da beginnt Martin die Geschichte anders weiter zu erzählen.
Die Handlung knüpft an der Stelle an, an der Werther Albert um die Pistolen bittet. Bevor dieser aber Werther die Pistolen gibt, spricht er mit Lotte und sagt ihr, dass er der „wechselseitigen Liebe“ von ihr und Werther nicht entgegenstehen will, was Lotte zunächst jedoch nicht ernst nimmt. Anschließend gibt Albert Werther die Pistolen. Nachdem er die Nachricht von Werthers Selbstmord (bzw. des Versuchs dazu) erhalten hat, besucht Albert Werther auf dem „Sterbebett“ und sagt ihm, dass er Lotte abtreten wolle. Werther denkt, Albert wolle ihn nur kurz, bevor er stirbt, noch ärgern, aber Albert gesteht ihm, dass er, die Absicht hinter Werthers Bitte vorausahnend, die Pistole nur mit Hühnerblut geladen hatte; darauf steht Werther gleich voller Freude auf. Werther beginnt jetzt mit Lotte eine Beziehung und sie vermählen sich schließlich. Albert zieht sich von den beiden zurück.
Hier beginnt ein neues Kapitel mit dem Titel: „Leiden Werthers des Mannes“. Hier wird berichtet, dass Lotte ein Kind von Werther bekommt, dieses aber nicht selber stillen kann; deshalb stellen Werther und Lotte eine Amme an. Nach kurzer Zeit schon stirbt das Kind. Werther muss arbeiten gehen und verbringt deshalb bald wenig Zeit mit Lotte. Weil Lotte in ihrer Einsamkeit die Gesellschaft von mehr romantisch veranlagten Männern (wie Werther es selbst mal war) gesucht hat, trennen sie sich. Albert kehrt von seiner Reise aus Wien zurück und versöhnt die beiden wieder, indem er einzeln mit Lotte und Werther spricht und sie so ihre Gefühle zueinander wieder entdecken lässt.
Damit beginnt das letzte Kapitel, die „Freuden Werthers des Mannes“. Werther und Lotte führen für längere Zeit einen sehr sparsamen Haushalt, bis sie sich endlich ein Haus kaufen können. Dann zieht ein verrückter und reicher Nachbar in die Nähe, der im Bemühen, sich einen Lustgarten zu erbauen, das Landgut von Lotte und Werther überschwemmt. Ohne sich davon verdrießen zu lassen, geht Werther zum Nachbarn und schlägt ihm vor, dass er ihm sein Haus verkaufen wolle. Der Nachbar nimmt dieses Angebot dankbar an, und Werther kann sich von dem Erlös sogar noch ein größeres Haus kaufen. Dort lebte er dann sehr glücklich mit Lotte.
Zuletzt erwähnt der Verfasser, was Werther gelernt hat: „Erfahrung und kalte gelassne Überlegung hat ihn gelehrt, ferner nicht das bisschen Übel, das das Schicksal ihm vorlegte, zu wiederkäuen, dagegen aber die Wonne, die Gott über ihn ausgoss, mit ganzem, innig dankbarem Herzen aufzunehmen.“

## Reaktionen
Die Reaktionen auf Nicolais Parodie waren unterschiedlich. Viele, besonders aus den Reihen der Aufklärer, lobten diese Version, während aus den Reihen der Stürmer und Dränger viele die beißend satirische Darstellung der Protagonisten, die eine deutliche Anspielung auf das Genre sind, kritisierten.
Die wohl heftigste Reaktion kam aber vom Verfasser des Originals, Johann Wolfgang von Goethe, selbst. Aufs Äußerste verärgert über diese Verunglimpfung seines Romans, obwohl er sich in späteren Jahren deutlich davon distanzierte, begann er einen aufs Heftigste geführten literarischen Feldzug gegen Nicolai, der zeit seines Lebens anhalten sollte. Neben einzelnen Streitgedichten verfasste Goethe weitere schriftliche Angriffe, die zum Teil sehr offensichtlich waren, in den Xenien und ‚widmete‘ Nicolai sogar einen kleinen Auftritt in seinem Faust als „Proktophantasmist“, eine Anspielung darauf, dass Nicolai an Phantasmen litt.
Als einer der verbissensten Kommentare Goethes zu Werthers Freuden gilt sein Gedicht Nicolai auf Werthers Grab, erschienen etwa 1775:
Ein junger Mensch ich weiß nicht wie,

Starb einst an der Hypochondrie

Und ward dann auch begraben.

Da kam ein schöner Geist herbei

Der hatte seinen Stuhlgang frei,

Wie ihn so Leute haben.

Der setzt sich nieder auf das Grab,

Und legt ein reinlich Häuflein ab,

Schaut mit Behagen seinen Dreck,

Geht wohl erathmend wieder weg,

Und spricht zu sich bedächtiglich:

„Der arme Mensch, er dauert mich

Wie hat er sich verdorben!

Hätt’ er geschissen so wie ich,

Er wäre nicht gestorben!“

## Werkausgaben und Literatur
- Friedrich Nicolai: Freuden des jungen Werthers. Leiden und Freuden Werthers des Mannes. Voran und zuletzt ein Gespräch, Textausgabe mit Materialien, Klett, Stuttgart 1980, ISBN 3-12-353600-9.
- Johann Wolfgang von Goethe: Die Leiden des jungen Werthers, und Friedrich Nicolai: Die Freuden des jungen Werthers. Nach den Ausgaben von 1774 und 1775. Mit einem Nachwort von Heiner Höfener. Harenberg, Dortmund (= Die bibliophilen Taschenbücher. Band 20).